# 拉绍萨德
拉绍萨德（法語：La Chaussade，法語發音：[la ʃosad]）是法国克勒兹省的一个市镇，属于欧比松区。

## 地理
拉绍萨德（45°59'20"N, 2°14'6"E）面积7.19 平方千米，位于法国新阿基坦大区克勒兹省，该省份为法国中部省份，位于法國中央高原西北部，北起安德尔省和谢尔省，西接维埃纳省，南至科雷兹省，东临多姆山省，东北与阿列省接壤。
与拉绍萨德接壤的市镇（或旧市镇、城区）包括：马尔什地区贝勒加德、博罗热、尚帕尼亚、圣阿尔皮尼安、圣阿芒、圣迈克桑、圣西尔万贝勒加德。

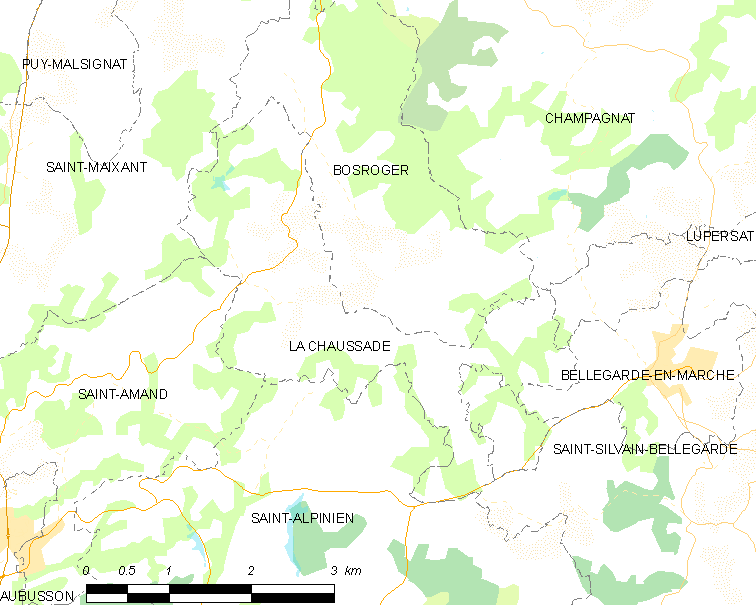
拉绍萨德的OSM定位图

拉绍萨德的时区为UTC+01:00、UTC+02:00（夏令时）。

## 行政
拉绍萨德的邮政编码为23200，INSEE市镇编码为23059。

## 政治
拉绍萨德所属的省级选区为欧比松县。

## 人口

1962-2008年间拉绍萨德人口变化图示

拉绍萨德于2022年1月1日时的人口数量为97人。